# Joseph Grant Beale

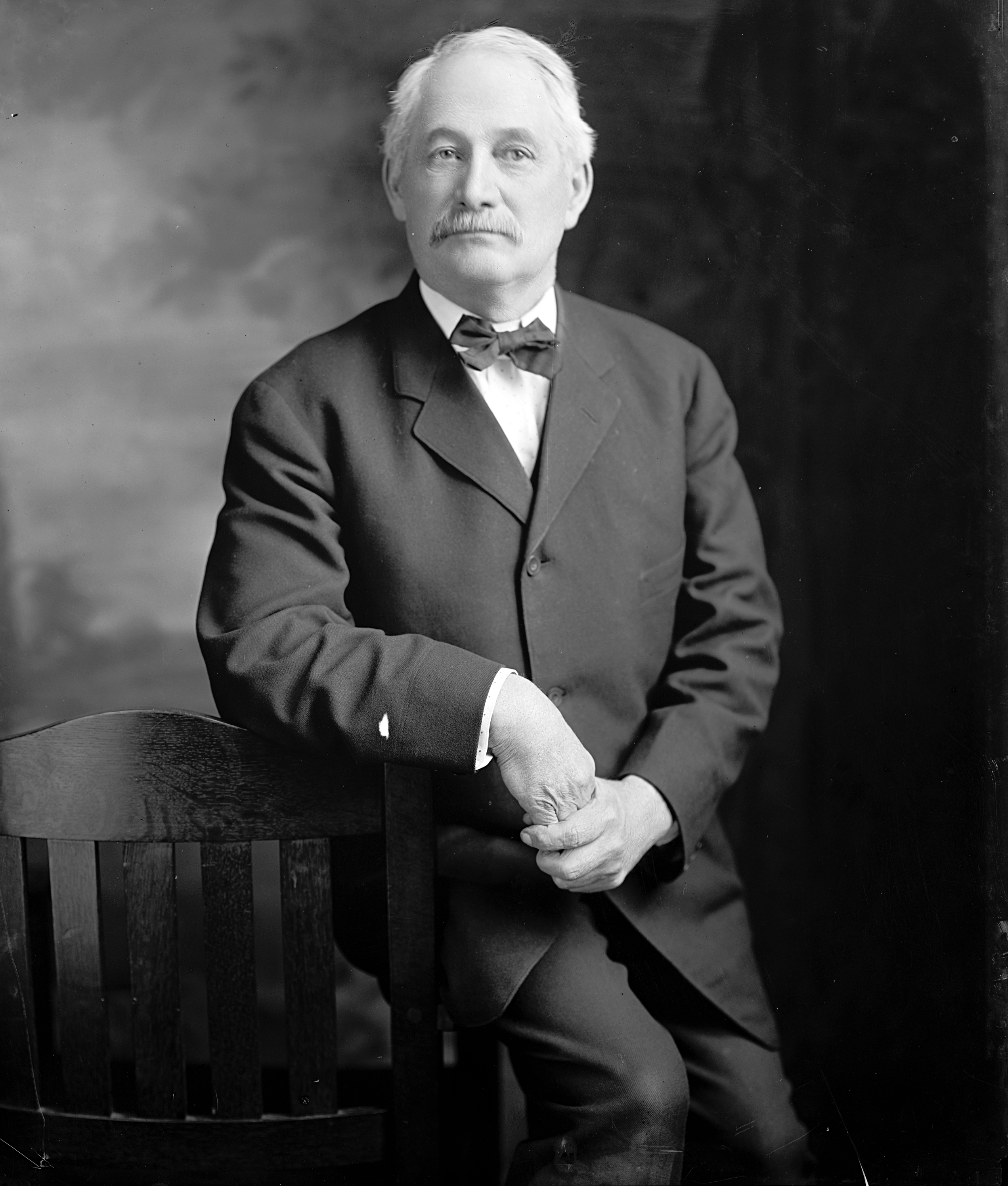
Joseph Grant Beale

Joseph Grant Beale (* 26. März 1839 im Allegheny County, Pennsylvania; † 21. Mai 1915 in Leechburg, Pennsylvania) war ein US-amerikanischer Politiker. Zwischen 1907 und 1909 vertrat er den Bundesstaat Pennsylvania im US-Repräsentantenhaus.

## Werdegang
Joseph Beale besuchte die öffentlichen Schulen seiner Heimat und danach die Caton Academy in Turtle Creek sowie das Iron City Commercial College in Pittsburgh. Während des Bürgerkrieges diente er drei Jahre lang als Hauptmann in einer Einheit aus Pennsylvania, die zum Heer der Union gehörte. Zwischenzeitlich geriet er in Kriegsgefangenschaft und wurde im berüchtigten Libby-Gefängnis inhaftiert. Nach dem Krieg begann er ein Jurastudium, das er aber vorzeitig und ohne Abschluss abbrach. Er wurde Major in der Staatsmiliz von Pennsylvania. Außerdem arbeitete er in Pittsburgh in der Kohleindustrie. Im Frühjahr 1868 zog er nach Leechburg, wo er in der Eisen- und Stahlindustrie tätig war. Außerdem stieg er in das Bankgewerbe ein und wurde Präsident der Leechburg Banking Co.
Politisch wurde Beale Mitglied der Republikanischen Partei. Bei den Kongresswahlen des Jahres 1906 wurde er im 27. Wahlbezirk von Pennsylvania in das US-Repräsentantenhaus in Washington, D.C. gewählt, wo er am 4. März 1907 die Nachfolge von William Orlando Smith antrat. Da er im Jahr 1908 von seiner Partei nicht zur Wiederwahl nominiert wurde, konnte er bis zum 3. März 1909 nur eine Legislaturperiode im Kongress absolvieren.
Nach dem Ende seiner Zeit im US-Repräsentantenhaus nahm Joseph Beale seine früheren Tätigkeiten wieder auf. Er starb am 21. Mai 1915 in Leechburg, wo er auch beigesetzt wurde.